# Luke Young
Luke Paul Young (Harlow, Inglaterra, 19 de julio de 1979) es un futbolista inglés. Juega de defensa y se encuentra sin equipo tras abandonar el Queens Park Rangers al término de la temporada 2013-14.

## Selección nacional
Ha sido internacional con la selección de fútbol de Inglaterra en 7 ocasiones.

## Clubes
| Club                      | País       | Año       |
| ------------------------- | ---------- | --------- |
| Tottenham Hotspur F. C.   | Inglaterra | 1997-2001 |
| Charlton Athletic F. C.   | Inglaterra | 2001-2007 |
| Middlesbrough F. C.       | Inglaterra | 2007-2008 |
| Aston Villa F. C.         | Inglaterra | 2008-2011 |
| Queens Park Rangers F. C. | Inglaterra | 2011-2014 |